# ムロジョン・アフマダリエフ
ムロジョン・アフマダリエフ（ウズベク語: Муроджо́н Ахмадали́ев, ラテン文字転写: Murodjon Akhmadaliev、1994年11月2日 - ）は、ウズベキスタンのプロボクサー。ナマンガン州ナマンガン出身。現WBA世界スーパーバンタム級暫定王者。元WBAスーパー・IBF世界スーパーバンタム級統一王者。

## 来歴

### アマチュア時代
2014年、アジア競技大会に56kg級で出場し、1回戦で敗れた。
2015年、世界選手権大会にバンタム級（56kg）で出場し、決勝でマイケル・コンランに敗れたが銀メダルを獲得した。
2016年、リオデジャネイロオリンピックにバンタム級で出場し、準決勝でロベイシ・ラミレスに敗れたが銅メダルを獲得した。
2017年、世界選手権大会に56kg級で出場し、初戦となった2回戦で敗れた。

### プロ時代

#### フェザー級
2018年3月10日、ニューヨーク・ブルックリンのキングス・シアターにてフェザー級でプロデビュー戦を行い、初回1分8秒TKO勝ちを収めた。

#### スーパーバンタム級
2019年4月25日、ワールド・ボクシングと共同プロモーションの形でマッチルーム・スポーツ・USAとプロモーション契約を結んだ。
2019年9月3日、同月13日にフールー・シアターでWBAスーパー・IBF世界スーパーバンタム級王者ダニエル・ローマンとWBA・IBF世界同級タイトルマッチを行う予定だったが、ローマンがスパーリング中に左肩を負傷した為に試合を欠場することが8月19日に決定した為、代役としてウィルナー・ソトとノンタイトルで対戦し、4回1分56秒TKO勝ちを収めた。
2020年1月30日、マイアミのメリディアン・アット・アイランド・ガーデンズでWBAスーパー・IBF世界スーパーバンタム級王者ダニエル・ローマンと仕切り直しのWBA・IBF世界同級タイトルマッチを行い、12回2-1（115-113×2、113-115）の判定勝ちを収め王座を獲得した。
2021年4月3日、タシュケントのフモ・アリーナでIBF世界スーパーバンタム級暫定王者の岩佐亮佑とWBA・IBF世界同級王座統一戦を行い、5回1分30秒TKO勝ちを収め岩佐の持つIBF暫定王座を吸収し、WBAスーパー・IBF王座初防衛に成功した。
2021年8月26日、ロニー・リオスと9月18日に対戦予定だったが、アフマダリエフが新型コロナウィルスに感染したため試合が延期された。同年11月12日、1週間後の19日に対戦予定だったロニー・リオスが新型コロナウィルスに感染したため、対戦相手がホセ・ベラスケスに変更されたことが発表された。
2021年11月19日、ニューハンプシャー州マンチェスターでWBO世界バンタム級11位ホセ・ベラスケスとWBA・IBF世界スーパーバンタム級タイトルマッチを行い、12回3-0（119-109×3）の判定勝ちを収め、WBAスーパー・IBF王座2度目の防衛に成功した。
2022年6月25日、テキサス州サンアントニオのテックポート・アリーナにてジェシー・ロドリゲス対シーサケット・ソー・ルンヴィサイの前座で指名挑戦者のWBA世界スーパーバンタム級1位ロニー・リオスと仕切り直しのWBA・IBF世界同級タイトルマッチを行い、12回2分6秒TKO勝ちを収めWBAスーパー・IBF王座3度目の防衛に成功した。この試合中にアフマダリエフは左拳を骨折した。
2023年4月8日、テキサス州サンアントニオのボーイング・センター・アット・テックポートにてジェシー・ロドリゲスvsクリスチャン・ゴンサレスの前座で、IBF世界スーパーバンタム級1位のマーロン・タパレスとWBA・IBF世界同級タイトルマッチを行うも、12回1-2（118-110、113-115×2）の判定負けを喫しWBAスーパー・IBF王座4度目の防衛に失敗、両団体王座から陥落した。
2023年12月16日、アリゾナ州グレンデールのデザート・ダイヤモンド・アリーナにてサニー・エドワーズ対ジェシー・ロドリゲスの前座で、WBA世界スーパーバンタム級2位のケビン・ゴンサレスとWBA世界同級挑戦者決定戦を行い、8回2分49秒TKO勝ちを収め井上尚弥への挑戦権を獲得した。
2024年12月14日、モンテカルロのモンテカルロ・スポーティングで行われた「Monte Carlo Showdown V」にて、WBA世界スーパーバンタム級8位のリカルド・エスピノサと井上尚弥のIBF及びWBOの指名挑戦者サム・グッドマンとの指名戦優先に伴うWBA暫定世界スーパーバンタム級王座決定戦を行い、3回2分59秒TKO勝ちを収め暫定ながらも王座返り咲きに成功、試合後アフマダリエフは井上に対戦を呼びかけた。同日、WBA会長のヒルベルト・ヘスス・メンドサがアメリカ合衆国のボクシングメディア・ボクシングシーンの取材でWBA世界同級団体内王座統一戦について言及し、2025年1月24日に行われる井上尚弥 対 サム・グッドマンの世界4団体同級タイトルマッチで井上が勝利した場合、「勝者は（アフマダリエフと）戦わなければならない」「イノウエはグッドマン戦後の10日以内に（アフマダリエフと対戦するかどうか）決断しなければならない」と語った。
2025年9月14日に、現WBAスーパー・ WBC・WBOスーパー・IBF世界スーパーバンタム級王者の井上尚弥との4団体世界同級王座統一戦を行う予定。

## 戦績
- プロボクシング：15戦 14勝 (11KO) 1敗

| 戦           | 日付           | 勝敗 | 時間     | 内容    | 対戦相手               | 国籍           | 備考                                                        |
| ------------ | -------------- | ---- | -------- | ------- | ---------------------- | -------------- | ----------------------------------------------------------- |
| 1            | 2018年3月10日  | ☆    | 1R 1:02  | TKO     | ダビッド・パズ         | アルゼンチン   | プロデビュー戦                                              |
| 2            | 2018年4月21日  | ☆    | 4R 1:09  | TKO     | カルロス・スアレス     | アルゼンチン   |                                                             |
| 3            | 2018年7月14日  | ☆    | 6R       | 判定3-0 | ルイス・モリーナ       | アルゼンチン   |                                                             |
| 4            | 2018年8月23日  | ☆    | 1R 1:20  | KO      | ラモン・コントレラス   | チリ           | WBAインターコンチネンタルスーパーバンタム級王座決定戦       |
| 5            | 2018年11月24日 | ☆    | 9R 1:17  | TKO     | イサック・ザラテ       | アメリカ合衆国 | WBAインターコンチネンタル防衛1                              |
| 6            | 2019年4月26日  | ☆    | 3R 2:51  | KO      | カルロス・カールソン   | メキシコ       |                                                             |
| 7            | 2019年9月13日  | ☆    | 4R 1:56  | TKO     | ウィルナー・ソト       | コロンビア     |                                                             |
| 8            | 2020年1月30日  | ☆    | 12R      | 判定2-1 | ダニエル・ローマン     | アメリカ合衆国 | WBA・IBF世界スーパーバンタム級タイトルマッチ                |
| 9            | 2021年4月3日   | ☆    | 5R 1:30  | TKO     | 岩佐亮佑（セレス）     | 日本           | WBA・IBF世界スーパーバンタム級王座統一戦 WBA防衛1・IBF防衛1 |
| 10           | 2021年11月19日 | ☆    | 12R      | 判定3-0 | ホセ・ベラスケス       | アメリカ合衆国 | WBA防衛2・IBF防衛2                                          |
| 11           | 2022年6月25日  | ☆    | 12R 2:06 | TKO     | ロニー・リオス         | アメリカ合衆国 | WBA防衛3・IBF防衛3                                          |
| 12           | 2023年4月8日   | ★    | 12R      | 判定1-2 | マーロン・タパレス     | フィリピン     | WBA・IBF陥落                                                |
| 13           | 2023年12月16日 | ☆    | 8R 2:49  | TKO     | ケビン・ゴンザレス     | メキシコ       | WBA世界スーパーバンタム級挑戦者決定戦                       |
| 14           | 2024年12月14日 | ☆    | 3R 2:59  | TKO     | リカルド・エスピノサ   | メキシコ       | WBA世界スーパーバンタム級暫定王座決定戦                     |
| 15           | 2025年5月30日  | ☆    | 8R 2:05  | TKO     | ルイス・カスティージョ | メキシコ       |                                                             |
| 16           | 2025年9月14日  | -    | -        | -       | 井上尚弥（大橋）       | 日本           | WBA・WBC・IBF・WBO世界スーパーバンタム級王座統一戦 試合前   |
| テンプレート |                |      |          |         |                        |                |                                                             |

## 獲得タイトル
- WBAインターコンチネンタルスーパーバンタム級王座
- WBA世界スーパーバンタム級スーパー王座（防衛3）
- IBF世界スーパーバンタム級王座（防衛3）
- WBA世界スーパーバンタム級暫定王座（防衛0）